# Coppa CEV 2007-2008 (maschile)
La Coppa CEV 2007-2008, 36ª edizione della Coppa CEV di pallavolo maschile, si è svolta dal 20 ottobre 2007 al 24 marzo 2008: al torneo hanno partecipato trentasei squadre di club europee e la vittoria finale è andata per la prima volta alla M. Roma.

## Formula
Le squadre hanno disputato sedicesimi di finale, ottavi di finale, quarti di finale, Challenge Round (a cui si sono aggiunte quattro squadre provenienti dalla Champions League 2007-08) in gare di andata e ritorno, nelle quali per ottenere il passaggio del turno è stato necessario vincere entrambi gli incontri, altrimenti veniva giocato un Golden set per stabilire la formazione qualificata; le vincitrici del Challenge Round hanno acceduto alla Final Four, nella quale le semifinali e le finali sono state giocate in gara unica.

## Squadre partecipanti
| - Tirol - Asse-Lennik - Maaseik - Menen - HAOK Mladost - Pielaveden Sampo - Santasport - Spacer's Toulouse - Stade Poitevin | - Dürener - Īraklīs Salonicco - Olympiakos - PAOK - M. Roma - Oktomvri Prilep - Rabotnički - Budućnost Podgorica - Budvanska rivijera | - Nesselande - AZS Częstochowa - AZS Olsztyn - Dukla Liberec - Dinamo Bucarest - Tomis Costanza - Fakel - Iskra Odincovo - Radnički Kragujevac | - GO Volley - Maribor - Arona - Numancia - Amriswil - Näfels - İstanbul BB - Kaposvár - Kecskeméti |

## Torneo

### Sedicesimi di finale

#### Andata
| 20 ottobre 2007 Urania Sport Hall, Olsztyn Durata: ? - Spettatori: 1.350            | AZS Olsztyn        | 3 - 1 | Asse-Lennik         | 25-27, 25-16, 25-17, 25-18        |
| 20 ottobre 2007 Lucian Grigorescu Sports Hall, Bucarest Durata: ? - Spettatori: 400 | Dinamo Bucarest    | 3 - 1 | Dukla Liberec       | 25-17, 25-18, 19-25, 25-23        |
| 21 ottobre 2007 Topsport Centrum, Rotterdam Durata: ? - Spettatori: 700             | Nesselande         | 0 - 3 | Fakel               | 22-25, 19-25, 22-25               |
| 20 ottobre 2007 Pabellón Los Pajaritos, Soria Durata: ? - Spettatori: 550           | Numancia           | 1 - 3 | Menen               | 25-21, 25-27, 21-25, 20-25        |
| 27 ottobre 2007 Volleyball-Sports Complex, Mosca Durata: ? - Spettatori: 2.800      | Iskra Odincovo     | 3 - 0 | GO Volley           | 25-12, 25-16, 25-16               |
| 27 ottobre 2007 Hala Polonia, Częstochowa Durata: ? - Spettatori: 1.600             | AZS Częstochowa    | 3 - 1 | Dürener             | 25-22, 25-17, 23-25, 25-15        |
| 21 ottobre 2007 Lapin Liikuntakeskus, Rovaniemi Durata: ? - Spettatori: 620         | Santasport         | 2 - 3 | Tomis Costanza      | 16-25, 25-15, 22-25, 25-22, 13-15 |
| 21 ottobre 2007 Dom odbojke Bojan Stranić, Zagabria Durata: ? - Spettatori: 500     | HAOK Mladost       | 0 - 3 | Tirol               | 21-25, 14-25, 14-25               |
| 20 ottobre 2007 P. Los Cristianos, S. Cruz de Tenerife Durata: ? - Spettatori: 250  | Arona              | 3 - 0 | Kecskeméti          | 25-21, 25-14, 25-21               |
| 21 ottobre 2007 Sporthalle Tellenfeld, Amriswil Durata: ? - Spettatori: 600         | Amriswil           | 1 - 3 | Radnički Kragujevac | 15-25, 21-25, 25-21, 21-25        |
| 27 ottobre 2007 Mediteranski Sportski Centar, Budua Durata: ? - Spettatori: 300     | Budvanska rivijera | 3 - 0 | Maribor             | 25-20, 25-15, 25-21               |
| 21 ottobre 2007 Sports Hall, Kaposvár Durata: ? - Spettatori: ?                     | Kaposvár           | 3 - 1 | PAOK                | 25-21, 25-12, 24-26, 26-24        |
| 27 ottobre 2007 Salle Lawson Body, Poitiers Durata: ? - Spettatori: 2.250           | Stade Poitevin     | 1 - 3 | Spacer's Toulouse   | 25-23, 27-29, 27-29, 23-25        |
| 27 ottobre 2007 Univerzalna Sala, Prilep Durata: ? - Spettatori: 1.000              | Oktomvri Prilep    | 0 - 3 | Näfels              | 15-25, 15-25, 17-25               |
| 20 ottobre 2007 Haldun Alagaş Spor Salonu, Istanbul Durata: ? - Spettatori: 1.100   | İstanbul BB        | 3 - 0 | Rabotnički          | 25-19, 25-15, 25-22               |
| 21 ottobre 2007 Kuopio-halli, Kuopio Durata: ? - Spettatori: 1.830                  | Pielaveden Sampo   | 1 - 3 | M. Roma             | 25-19, 22-25, 23-25, 22-25        |

#### Ritorno
| 27 ottobre 2007 Sportcomplex Molenbos, Zellik Durata: ? - Spettatori: 300            | Asse-Lennik         | 3 - 2 | AZS Olsztyn        | 25-19, 17-25, 25-20, 17-25, 18-16 Golden set: 15-13 |
| 27 ottobre 2007 Dukla Arena, Liberec Durata: ? - Spettatori: 750                     | Dukla Liberec       | 3 - 0 | Dinamo Bucarest    | 25-16, 25-13, 25-17 Golden set: 15-8                |
| 27 ottobre 2007 KSC Gazodobytčik, Novyj Urengoj Durata: ? - Spettatori: 820          | Fakel               | 3 - 0 | Nesselande         | 25-18, 25-19, 25-22                                 |
| 27 ottobre 2007 CC de Steiger Vauban, Menen Durata: ? - Spettatori: 820              | Menen               | 3 - 1 | Numancia           | 25-17, 21-25, 25-20, 25-21                          |
| 21 ottobre 2007 Sportna Dvorana Balon, Nova Gorica Durata: ? - Spettatori: 750       | GO Volley           | 0 - 3 | Iskra Odincovo     | 19-25, 29-31, 17-25                                 |
| 20 ottobre 2007 Arena Kreis Düren, Düren Durata: ? - Spettatori: 1.200               | Dürener             | 0 - 3 | AZS Częstochowa    | 19-25, 21-25, 21-25                                 |
| 27 ottobre 2007 Sala Sporturilor, Costanza Durata: ? - Spettatori: 620               | Tomis Costanza      | 3 - 2 | Santasport         | 25-13, 14-25, 25-18, 23-25, 15-13                   |
| 26 ottobre 2007 Universitätssporthalle, Innsbruck Durata: ? - Spettatori: 500        | Tirol               | 3 - 0 | HAOK Mladost       | 25-21, 25-18, 25-22                                 |
| 28 ottobre 2007 City Sportshall, Kecskemét Durata: ? - Spettatori: 400               | Kecskeméti          | 1 - 3 | Arona              | 18-25, 25-22, 15-25, 23-25                          |
| 28 ottobre 2007 Sportska Hala Jezero, Kragujevac Durata: ? - Spettatori: 2.150       | Radnički Kragujevac | 3 - 0 | Amriswil           | 25-16, 25-23, 25-22                                 |
| 20 ottobre 2007 Dvorana Tabor, Maribor Durata: ? - Spettatori: 100                   | Maribor             | 1 - 3 | Budvanska rivijera | 20-25, 17-25, 25-18, 13-25                          |
| 28 ottobre 2007 PAOK Sports Arena, Salonicco Durata: ? - Spettatori: 110             | PAOK                | 2 - 3 | Kaposvár           | 25-22, 25-21, 17-25, 18-25, 11-15                   |
| 20 ottobre 2007 Palais des Sports André Brouat, Tolosa Durata: ? - Spettatori: 2.250 | Spacer's Toulouse   | 1 - 3 | Stade Poitevin     | 25-23, 27-29, 27-29, 23-25                          |
| 21 ottobre 2007 Linth Arena, Näfels Durata: ? - Spettatori: 350                      | Näfels              | 3 - 0 | Oktomvri Prilep    | 25-21, 25-13, 25-21                                 |
| 28 ottobre 2007 Rabotnicki, Skopje Durata: ? - Spettatori: 1.100                     | Rabotnički          | 1 - 3 | İstanbul BB        | 25-14, 23-25, 25-27, 21-25                          |
| 27 ottobre 2007 Palazzetto dello Sport, Roma Durata: ? - Spettatori: 1.087           | M. Roma             | 3 - 2 | Pielaveden Sampo   | 25-23, 20-25, 25-19, 21-25, 19-17                   |

#### Squadre qualificate
| - Asse-Lennik - Dukla Liberec - Fakel - Menen - Iskra Odincovo - AZS Częstochowa - Tomis Costanza - Tirol | - Arona - Radnički Kragujevac - Budvanska rivijera - Kaposvár - Spacer's Toulouse - Amriswil - İstanbul BB - M. Roma |

### Ottavi di Finale

#### Andata
| 11 dicembre 2007 Sportcomplex Molenbos, Zellik Durata: ? - Spettatori: 1.150          | Asse-Lennik        | 3 - 0 | Dukla Liberec       | 25-21, 25-19, 25-23        |
| 11 dicembre 2007 KSC Gazodobytčik, Novyj Urengoj Durata: ? - Spettatori: 1.000        | Fakel              | 3 - 0 | Menen               | 25-15, 25-16, 25-20        |
| 11 dicembre 2007 Volleyball-Sports Complex, Mosca Durata: ? - Spettatori: 1.500       | Iskra Odincovo     | 0 - 3 | AZS Częstochowa     | 25-14, 25-17, 25-19        |
| 12 dicembre 2007 Sala Sporturilor, Costanza Durata: ? - Spettatori: 900               | Tomis Costanza     | 3 - 1 | Tirol               | 25-22, 25-23, 24-26, 27-25 |
| 12 dicembre 2007 P. Los Cristianos, S. Cruz de Tenerife Durata: ? - Spettatori: 250   | Arona              | 3 - 0 | Radnički Kragujevac | 25-21, 32-30, 25-22        |
| 13 dicembre 2007 Mediteranski Sportski Centar, Budua Durata: ? - Spettatori: 1.000    | Budvanska rivijera | 3 - 0 | Kaposvár            | 25-18, 27-25, 25-23        |
| 12 dicembre 2007 Palais des Sports André Brouat, Tolosa Durata: ? - Spettatori: 1.390 | Spacer's Toulouse  | 3 - 0 | Näfels              | 25-17, 25-22, 25-16        |
| 13 dicembre 2007 Haldun Alagaş Spor Salonu, Istanbul Durata: ? - Spettatori: 3.200    | İstanbul BB        | 0 - 3 | M. Roma             | 16-25, 18-25, 15-25        |

#### Ritorno
| 20 dicembre 2007 Dukla Arena, Liberec Durata: ? - Spettatori: 420                | Dukla Liberec       | 2 - 3 | Asse-Lennik        | 22-25, 28-26, 22-25, 25-16, 10-15            |
| 20 dicembre 2007 CC de Steiger Vauban, Menen Durata: ? - Spettatori: 500         | Menen               | 3 - 0 | Fakel              | 23-25, 18-25, 22-25                          |
| 19 dicembre 2007 Hala Polonia, Częstochowa Durata: ? - Spettatori: 3.300         | AZS Częstochowa     | 3 - 1 | Iskra Odincovo     | 25-23, 23-25, 25-21, 25-21 Golden set: 15-13 |
| 19 dicembre 2007 Universitätssporthalle, Innsbruck Durata: ? - Spettatori: 1.200 | Tirol               | 2 - 3 | Tomis Costanza     | 25-20, 14-25, 25-21, 18-25, 7-15             |
| 18 dicembre 2007 Sportska Hala Jezero, Kragujevac Durata: ? - Spettatori: 2.650  | Radnički Kragujevac | 3 - 0 | Arona              | 25-17, 25-23, 25-21 Golden set: 15-12        |
| 19 dicembre 2007 Sports Hall, Kaposvár Durata: ? - Spettatori: ?                 | Kaposvár            | 2 - 3 | Budvanska rivijera | 25-18, 25-22, 24-26, 14-25, 11-15            |
| 19 dicembre 2007 Linth Arena, Näfels Durata: ? - Spettatori: 180                 | Näfels              | 0 - 3 | Spacer's Toulouse  | 18-25, 22-25, 13-25                          |
| 19 dicembre 2007 Palasport Gino Cesaroni, Roma Durata: ? - Spettatori: 1.850     | M. Roma             | 3 - 0 | İstanbul BB        | 25-21, 25-23, 25-23                          |

#### Squadre qualificate
- Asse-Lennik
- Fakel
- AZS Częstochowa
- Tomis Costanza
- Radnički Kragujevac
- Budvanska rivijera
- Spacer's Toulouse
- M. Roma

### Quarti di finale

#### Andata
| 22 gennaio 2008 Sportcomplex Molenbos, Zellik Durata: ? - Spettatori: 700            | Asse-Lennik         | 1 - 3 | Fakel              | 16-25, 25-20, 23-25, 25-27 |
| 22 gennaio 2008 Hala Polonia, Częstochowa Durata: ? - Spettatori: 2.400              | AZS Częstochowa     | 3 - 0 | Tomis Costanza     | 25-16, 30-28, 25-18        |
| 23 gennaio 2008 Sportska Hala Jezero, Kragujevac Durata: ? - Spettatori: 3.650       | Radnički Kragujevac | 0 - 3 | Budvanska rivijera | 21-25, 24-26, 21-25        |
| 23 gennaio 2008 Palais des Sports André Brouat, Tolosa Durata: ? - Spettatori: 3.200 | Spacer's Toulouse   | 1 - 3 | M. Roma            | 15-25, 23-25, 25-21, 21-25 |

#### Ritorno
| 30 gennaio 2008 KSC Gazodobytčik, Novyj Urengoj Durata: ? - Spettatori: 996       | Fakel              | 3 - 0 | Asse-Lennik         | 25-20, 25-13, 26-24                          |
| 31 gennaio 2008 Sala Sporturilor, Costanza Durata: ? - Spettatori: 2.000          | Tomis Costanza     | 3 - 1 | AZS Częstochowa     | 25-22, 23-25, 25-22, 25-22 Golden set: 15-17 |
| 31 gennaio 2008 Mediteranski Sportski Centar, Budua Durata: ? - Spettatori: 1.600 | Budvanska rivijera | 3 - 2 | Radnički Kragujevac | 25-23, 22-25, 25-24, 21-25, 15-11            |
| 30 gennaio 2008 Pal. Sport Monterotondo, Roma Durata: ? - Spettatori: 1.050       | M. Roma            | 3 - 2 | Spacer's Toulouse   | 25-19, 27-25, 21-25, 18-25, 15-13            |

#### Squadre qualificate
- Fakel
- AZS Częstochowa
- Budvanska rivijera
- M. Roma

### Challenge Round

#### Andata
| 14 febbraio 2008 SC Moraca, Podgorica Durata: ? - Spettatori: 2.000               | Budućnost Podgorica | 3 - 1 | Budvanska rivijera | 21-25, 25-22, 25-23, 25-21 |
| 14 febbraio 2008 Expodroom BREE, Maaseik Durata: ? - Spettatori: 2.000            | Maaseik             | 3 - 1 | AZS Częstochowa    | 22-25, 25-15, 25-20, 25-22 |
| 13 febbraio 2008 Municipal S. C. Evosmos, Salonicco Durata: ? - Spettatori: 2.000 | Īraklīs Salonicco   | 3 - 1 | Fakel              | 19-25, 25-22, 25-19, 25-13 |
| 14 febbraio 2008 Melina Merkourī Hall, Salonicco Durata: ? - Spettatori: 150      | Olympiakos          | 0 - 3 | M. Roma            | 21-25 21-25 16-25          |

#### Ritorno
| 21 febbraio 2008 Mediteranski Sportski Centar, Budua Durata: ? - Spettatori: 1.200 | Budvanska rivijera | 3 - 0 | Budućnost Podgorica | 25-20, 25-17, 25-18 Golden set: 15-11               |
| 20 febbraio 2008 Hala Polonia, Częstochowa Durata: ? - Spettatori: 2.340           | AZS Częstochowa    | 3 - 1 | Maaseik             | 26-24, 18-25, 26-24, 25-23 Golden set: 17-19        |
| 20 febbraio 2008 KSC Gazodobytčik, Novyj Urengoj Durata: ? - Spettatori: 1.100     | Fakel              | 3 - 2 | Īraklīs Salonicco   | 28-26, 24-26, 30-28, 22-25, 15-12 Golden set: 15-11 |
| 21 febbraio 2008 Palazzetto dello Sport, Roma Durata: ? - Spettatori: 1.250        | M. Roma            | 3 - 0 | Olympiakos          | 25-14, 25-23, 25-23                                 |

#### Squadre qualificate
- Budvanska rivijera
- Maaseik
- Fakel
- M. Roma

### Final Four
La Final Four si è disputata a Roma ( Italia).

Le semifinali si sono giocate il 23 marzo, mentre le finali per il terzo e il primo posto il 24 marzo.
|  | Semifinali         | Semifinali         | Semifinali |         |         | Finale             | Finale             | Finale             |  |
|  |                    |                    |            |         |         |                    |                    |                    |  |
|  | Budvanska rivijera | Budvanska rivijera | 0          |         |         |                    |                    |                    |  |
|  | Budvanska rivijera | Budvanska rivijera | 0          |         |         |                    |                    |                    |  |
|  | Maaseik            | Maaseik            | 3          |         |         |                    |                    |                    |  |
|  | Maaseik            | Maaseik            | 3          |         | M. Roma | M. Roma            | 3                  |                    |  |
|  |                    |                    |            |         | M. Roma | M. Roma            | 3                  |                    |  |
|  |                    |                    | Maaseik    | Maaseik | 0       |                    |                    |                    |  |
|  | M. Roma            | M. Roma            | Maaseik    | Maaseik | 0       | 3                  |                    |                    |  |
|  | M. Roma            | M. Roma            |            |         |         | 3                  |                    |                    |  |
|  | Fakel              | Fakel              | 0          |         |         | Finale 3º/4º posto | Finale 3º/4º posto | Finale 3º/4º posto |  |
|  | Fakel              | Fakel              | 0          |         |         |                    |                    |                    |  |
|  |                    |                    |            |         |         |                    |                    |                    |  |
|  |                    |                    |            |         |         | Budvanska rivijera | Budvanska rivijera | 3                  |  |
|  |                    |                    |            |         |         | Budvanska rivijera | Budvanska rivijera | 3                  |  |
|  |                    |                    |            |         |         | Fakel              | Fakel              | 0                  |  |

#### Semifinali
| 23 marzo 2008 Palazzetto dello Sport, Roma Durata:1h:11 - Spettatori: 1.100 | Budvanska rivijera | 0 - 3 | Maaseik | 17-25, 19-25, 18-25 |
| 23 marzo 2008 Palazzetto dello Sport, Roma Durata:1h:14 - Spettatori: 2.800 | M. Roma            | 3 - 0 | Fakel   | 25-17, 25-18, 25-22 |

#### Finale 3º/4º posto
| 24 marzo 2008 Palazzetto dello Sport, Roma Durata:1h:46 - Spettatori: 1.600 | Budvanska rivijera | 3 - 1 | Fakel | 21-25, 25-19, 25-23, 29-27 |

#### Finale
| 24 marzo 2008 Palazzetto dello Sport, Roma Durata:1h:22 - Spettatori: 3.500 | M. Roma | 3 - 0 | Maaseik | 25-23, 25-18, 25-22 |

## Premi individuali
| Premio                | Giocatore         | Squadra            |
| --------------------- | ----------------- | ------------------ |
| MVP                   | Manuel Coscione   | M. Roma            |
| Miglior realizzatore  | Krasimir Stefanov | Budvanska rivijera |
| Miglior attaccante    | Ivan Miljković    | M. Roma            |
| Miglior muro          | Luigi Mastrangelo | M. Roma            |
| Miglior servizio      | Luigi Mastrangelo | M. Roma            |
| Miglior palleggiatore | Nuno Pinheiro     | Maaseik            |
| Migliore ricevitore   | Nicholas Cundy    | Maaseik            |